# (Reach Up For The) Sunrise
A (Reach Up for The) Sunrise az angol Duran Duran pop-rockegyüttes dala, amely az első kislemezként jelent meg Astronaut (2004) című albumukról. Az 1985-ös A View to a Kill óta ez volt az első Duran Duran-dal, amelyen szerepelt az eredeti öt tag. A dalt 2004. augusztus 30-án küldték el a rádióknak és a következő hónapokban jelent meg lemezen.
A megjelenését követően 5. helyen debütált a Brit kislemezlistán, amellyel az együttes 14. dala lett, ami elérte az első tíz helyet. SIkeres volt Olaszországban, ahol második lett, míg Dániában és Spanyolországban is a hatodik helyet érte el. Magyarországon első volt a Mahasz Rádiós Top 40 slágerlistán, míg az Egyesült Államokban a Billboard Dance Club Songs listavezetője lett.

## Videóklip
A dal videóklipjét Michael és Mark Polish rendezte a The Polish Brothers név alatt. A klipben az együttes tagjait követik végig, különböző vidékeken, amelyet követően egy színpadon csatlakoznak egymáshoz, egy napfelkelte előtt.
Mindegyik tagot más technológiával filmezték, így nagyban különböznek a felvételek egymástól.
A koncerteken az együttes a Jason Nevins verziót játssza.

## Számlista
| UK CD1 és európai CD-kislemez 1. (Reach Up for The) Sunrise (album verzió) – 3:24 2. (Reach Up for The) Sunrise (Alex G Cosmic mix) – 5:44 UK CD2 1. (Reach Up for The) Sunrise (album verzió) – 3:24 2. (Reach Up for The) Sunrise (Jason Nevins radio mix) – 4:15 3. (Reach Up for The) Sunrise (Ferry Corsten dub mix) – 7:25 4. Know It All – 2:30 5. (Reach Up for The) Sunrise (videó) – 3:24 Német mini-CD-kislemez 1. (Reach Up for The) Sunrise – 3:24 2. (Reach Up for The) Sunrise (Peter Presta NY tribal mix) – 5:55 | US CD-kislemez 1. (Reach Up for The) Sunrise 2. Know It All Australian CD single 1. (Reach Up for The) Sunrise 2. (Reach Up for The) Sunrise ([Alex G Cosmic mix) 3. (Reach Up for The) Sunrise (Ferry Corsten dub mix) 4. (Reach Up for The) Sunrise (Peter Presta NY tribal mix) 5. Know It All |

## Közreműködő előadók
| Duran Duran - Simon Le Bon – vokál - Nick Rhodes – billentyűk - John Taylor – basszusgitár - Andy Taylor – gitár, háttérének - Roger Taylor – dobok További zenészek - Sally Boyden – háttérének | Utómunka - Don Gilmore – producer, hangmérnök - Duran Duran – producer - Nile Rodgers – vokál producer - Jason Nevins – co-producer, programozás, hangmérnök, keverés - Jeremy Wheatley – keverés - Daniel Mendez – hangmérnök - Francesco Cameli – asszisztens hangmérnök - Leon Zervos – master |

## Slágerlisták
| Slágerlista (2004–2005)               | Legmagasabb pozíció |
| ------------------------------------- | ------------------- |
| Ausztrália (ARIA)                     | 22                  |
| Ausztria (Ö3 Austria Top 40)          | 50                  |
| Belgium (Ultratop 50 Flanders)        | 42                  |
| Belgium (Ultratip Wallonia)           | 3                   |
| Dánia (Tracklisten)                   | 6                   |
| Európa (Eurochart Hot 100)            | 9                   |
| Németország (Official German Charts)  | 39                  |
| Rádiós Top 40 (Mahasz)                | 1                   |
| Dance Top 40 (Mahasz)                 | 18                  |
| Írország (IRMA)                       | 32                  |
| Olaszország (FIMI)                    | 2                   |
| Hollandia (Single Top 100)            | 25                  |
| Új-Zéland (Recorded Music NZ)         | 37                  |
| Románia (Romanian Top 100)            | 72                  |
| Skócia (OCC)                          | 7                   |
| Spanyolország (PROMUSICAE)            | 6                   |
| Svájc (Schweizer Hitparade)           | 61                  |
| Brit kislemezlista (OCC)              | 5                   |
| US Billboard Hot 100                  | 89                  |
| US Adult Top 40 (Billboard)           | 13                  |
| US Dance Club Songs (Billboard)       | 1                   |
| US Dance/Mix Show Airplay (Billboard) | 11                  |

| Év   | Slágerlista              | Pozíció |
| ---- | ------------------------ | ------- |
| 2004 | Rádiós Top 40 (Mahasz)   | 50      |
| 2004 | Olaszország (FIMI)       | 26      |
| 2004 | Brit kislemezlista (OCC) | 181     |
| 2005 | Rádiós Top 40 (Mahasz)   | 10      |

## Kiadások
| Régió              | Dátum                | Formátumok          | Kiadó      | For.          |
| ------------------ | -------------------- | ------------------- | ---------- | ------------- |
| Egyesült Államok   | 2004. augusztus 30.  | kortárs slágerrádió | Epic       | [ 25 ]        |
| Ausztrália         | 2004. szeptember 20. | CD                  | Epic       | [ 26 ]        |
| Egyesült Királyság | 2004. október 4.     | CD                  | Epic       | [ 27 ] [ 28 ] |
| Egyesült Királyság | 2004. október 4.     | digitális letöléts  | Epic       | [ 29 ]        |
| Világszerte        | 2021 augusztusa      | streaming           | BMG Rights | [ 30 ]        |

## Feldolgozások
Az együttes megjelent a Las Vegas egyik epizódjának a végén és előadta a dalt.
Egy, Jason Nevins által készített verziót használják fel a Sunrise ausztrál televíziós sorozat betétdalaként. Ezek mellett használták a Telecom Italia Mobile hirdetéseiben, Adriana Limával. A Jason Nevins remix szerepelt a Melegítő egyik epizódjában. A feldolgozás megjelent a 2007-es Dance Dance Revolution SuperNOVA 2 videójáték részeként is.